# 喬時英
喬時英（？—1618年），字君平，號符寓（符愚），南直隸松江府上海縣人，軍籍，明朝政治人物。

## 生平
万历四十年（1612年）壬子科应天乡试举人，四十一年（1613年）联捷癸丑科進士。刑部觀政，授临海县知县，宅心仁厚，清望峻絕，除蠧剔奸，積弊盡革。倭寇内侵，设法歼之。性至孝，丁父忧，一恸而絶。与兄乔时敏并祀名宦祠。

## 家族
曾祖喬禾，贈中書舍人；祖父喬承嗣；父喬國禎，庠生，封文林郎仁和縣知縣；母董氏（贈孺人）。族父喬懋敬。
兄喬時敏，萬曆庚戌进士。次兄喬時萬，字处後，治毛诗，有盛名，闭户著书，尤长古文辞，选八大家、七才子等集，從學者多致通显。